# Gyroweisia barbulacea
Gyroweisia barbulacea är en bladmossart som beskrevs av Brotherus 1902. Gyroweisia barbulacea ingår i släktet Gyroweisia och familjen Pottiaceae. Inga underarter finns listade i Catalogue of Life.